# Hartwig Heidorn
Hartwig Heidorn (* 19. November 1931; † 18. Juli 2012 in Bremen) war ein deutscher Volkswirt und Senatsdirektor bzw. Staatsrat der Freien Hansestadt Bremen.

## Biografie
Heidorn studierte Volkswirtschaft und promovierte zum Dr. rer. pol. Er war seit 1973 im Bremischen Staatsdienst in leitender Funktion. Von 1973 bis 1986 war er im Bereich Arbeit Senatsdirektor und Stellvertreter der Senatoren Karl-Heinz Jantzen (SPD), Walter Franke (SPD), Karl Willms (SPD) und Claus Grobecker (SPD), von 1986 bis 1989 Senatsdirektor in der damaligen Senatskommission für Personalwesen (SKP) und von 1989 bis 1994 Staatsrat und Vertreter der Finanzsenatoren Grobecker und Volker Kröning (SPD). Ihm folgte Günter Dannemann (SPD, inzwischen parteilos) in diesem Amt.
Er wohnte in Bremen-Horn-Lehe.